# Mamarrosa
Mamarrosa ist ein Ort und eine ehemalige Gemeinde in Portugal.

## Geschichte
In vor-römischer Zeit siedelten hier Keltiberer. Die heutige Ortschaft entstand vermutlich im Verlauf der mittelalterlichen Reconquista. Erstmals erwähnt wurde sie als Mamoa rasa im Jahr 1020. Der Ortsname leitet sich von Mamoas ab, vorgeschichtlichen Grabstätten, die von den Römern auf Grund der Ähnlichkeit mit weiblichen Brüsten Mammulas genannt wurden.
König D. Sancho I. vermachte Mamarrosa im Jahr 1193 einem Mönchsritterorden, der sich bei der Eroberung von Silves von den Mauren im Jahr 1189 verdient gemacht hatte. 1282 war Mamarrosa wieder direkter Besitz des Königs.
Die Gemeindekirche von Mamarrosa, die Igreja de São Simão, wurde im 18. Jahrhundert errichtet.
Durch Ausgliederung aus der Gemeinde Mamarrosa entstand 1920 die neugeschaffene Gemeinde Bustos.
Seit 2003 ist Mamarrosa eine Kleinstadt (Vila).
Im Jahr 2013 wurde Mamarrosa mit den Gemeinden Troviscal und Bustos zur neuen Gemeinde Bustos, Troviscal e Mamarrosa zusammengeschlossen.

## Verwaltung
Mamarrosa war eine Gemeinde (Freguesia) im Kreis (Concelho) von Oliveira do Bairro im Distrikt Aveiro. Die Gemeinde hatte eine Fläche von 6,32 km² und 1413 Einwohner (Stand 30. Juni 2011).

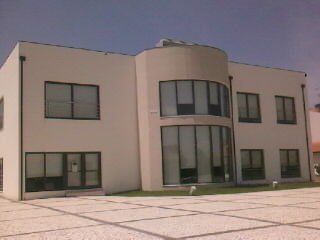
Das private wissenschaftliche Institut Instituto de Educação e Cidadania da Mamarrosa

Folgende Ortschaften liegen im Gebiet der ehemaligen Gemeinde Mamarrosa:
| - Caneira - Malhapãozinho - Mamarrosa - Quinta Cavaleiro | - Quinta Gala - Quinta Gordo - Seixal - Vale |

Am 29. September 2013 wurden die Gemeinden Mamarrosa, Bustos und Troviscal zur neuen Gemeinde União das Freguesias de Bustos, Troviscal e Mamarrosa zusammengeschlossen. Sitz der neuen Gemeinde wurde Bustos, die ehemalige Gemeindeverwaltung in Mamarrosa blieb jedoch als Außenstelle der neuen Gemeindeverwaltung bestehen.